# Gymnoptera vitripennis
Gymnoptera vitripennis är en tvåvingeart som först beskrevs av Johann Wilhelm Meigen 1830.  Gymnoptera vitripennis ingår i släktet Gymnoptera och familjen puckelflugor. Arten är reproducerande i Sverige. Inga underarter finns listade i Catalogue of Life.